# Simulation
Simulation eller simulering er en imitation (efterligning) af noget virkeligt, tingenes tilstand eller en proces.
At simulere er at lade som om, forstille sig, foregive, skrømte.
Begrebet bruges også om bl.a. beregnede modeller der efterligner en større eller mindre del af
virkeligheden, f.eks. ad matematisk vej, f.eks. økonomiske makromodeller og fly-simulatorer.
At simulere noget medfører generelt at repræsentere bestemte nøglekarakteristika af opførsler af
udvalgte fysiske eller abstrakte systemer.
Simulation bruges i mange sammenhænge, inklusive modelleringen af naturlige eller menneskelige systemer for at opnå indsigt i deres funktion. Andre kontekster inkluderer simulation af teknologi til brug for optimering, sikkerheds ingeniørarbejde, eksperimentering, træning og uddannelse. Simulation kan bruges til at vise de endelige effekter af alternative tilstande og mulige handlinger.

## Simulation i træning
Simulation bruges ofte i træningen af civilt og militært personel. Grunden til brug af simulation er at live øvelser er forholdsmæssige dyre eller simpelt hen for farlige til at tillade træning ved brug af rigtigt udstyr i den rigtige verden. I sådanne situationer vil man bruge tid på at lære vigtige lektioner i et "sikkert" virtuelt miljø, inden man kommer ud i den virkelige verden.
Trænings simulationer inddeles typisk i en af tre kategorier:
- "live" simulation, Simulationsform der involverer levende mennesker, som anvender rigtige systemer/fartøjer.;
- "virtuel" simulation, Simulationsform der involverer levende mennesker, som anvender simulerede systemer/fartøjer. Dvs. mennesker ”in the loop” f.eks en person i en brosimulator eller et medlem af et ”C4I Command Team”., eller
- "konstruktiv" simulation, Modeller og simulationer som involverer simulerede mennesker, der anvender simulerede systemer. Dvs. Levende mennesker , der stimulerer (laver input) sådanne simulationstyper, men som ikke selv bestemmer udfaldet.

Eksempler på træningssimulatorer er:
- flysimulatorer, hvor piloterne får mange værdifulde øvelser i alle tænkelige situationer, som de kan komme ud for, og
- brosimulatorer, hvor navigatørerne lærer at manøvrere og navigere et skib før de skal sejle.

Træningssystemerne deles normalt op i tre hovedgrupper:
- System Specifikke Trænere
- Generiske Trænere
- Indbyggede Trænere

## Maritime simulatorer
Maritime simulatorer træner et skibs besætning. Den mest udbredte form for maritime simulator er brosimulatoren, der simulerer et skibs bro. Men der findes også havari simulatorer der simulerer forskellige former for havari.

### Brosimulator
Brosimulatorer er normalt opbygget som et skibs bro, enten generisk eller en tro kopi af en skibsklasses bro. Simulatoren indeholder alt det manøvre og navigationsudstyr der skal bruges for at navigere et skib, og omverdenen bliver fremvist med en computergenereret verden vist i skibets vinduer.

### Havarisimulator
Havarisimulatorer simulerer f. eks en del af et skib hvori det er muligt at lave 'huller' med indtrængende vand, så man kan træne besætningen i lækstopning.
Det kan også være en del af et skib, der kan sættes ild til, så man kan træne brandbekæmpelse.

## Flysimulator
En flysimulator bruges til at træne piloter på jorden. De tillader en pilot at forulykke med hans simulerede "flyver" uden at komme til skade. Fly simulatorerne bruges ofte til at træne piloterne i ekstremt svære/farlige situationer, så som landing uden motorer, elektriske eller hydrauliske fejl eller mavelandinger. De mest avancerede simulatorer har high-fidelity visuelle systemer og hydrauliske bevægelsessystemer. Simulatoren er normalt billigere at operere end et rigtigt træningsfly.

## Militære simulatorer
Militæret er i stigende grad begyndt at bruge simulatorer på mange områder, da øvelser er meget dyre, samtidig med at de kan opnå en høj grad af træning med simulatorer. De mest udbredte simulatorer er taktiske simulatorer, hvor det taktiske spil kan trænes. Men en række andre specielle simulatorer benyttes også, f.eks. skydesimulatorer af forskellig art.
For at forhøje udbyttet af de forskellige trænere er man i stigende grad begyndt at 'binde' de enkelte simulatorer sammen med distribueret simulation, så de er i stand til at indgå i hinandens simulation. På denne måde kan man opbygge store scenarier med mange forskellige komponenter, både fra hæren, luftvåbnet og søværnet (joint simulation).

## Spil
Simulationer bruges også i spil, som f.eks. tog-simulatorer, fly-simulatorer, skibs-simulatorer, truck-simulatorer, racer-simulatorer osv.
Nogle af disse simulatorer er efterhånden så realistiske at de også bruges professionelt til træning.
Et eksempel er Microsofts Flight Simulator, som med version FSX er meget tæt på det realistiske.

## Almindelige simulationsudtryk

### Modeller
En fysisk, matematisk eller på anden vis logisk repræsentation af et system, entitet eller proces.

#### Numeriske simuleringer
Numeriske simuleringer (computer simuleringer) bruges indenfor mange forskellige discipliner, f.eks. fysik, økonomi, biologi, statistik og meget mere, til at efterligne komplekse systemer under kontrollerede forhold.

#### Fysiske modeller
En fysisk model er en model hvis fysiske karakteristikker ligner de fysiske karakteristikker af det system der modelleres (simuleres).

#### Matematiske modeller
En matematisk model er en symbolsk model hvis egenskaber er udtrykt ved matematiske symboler og relationer.

#### Proces modeller
En proces model repræsenterer de proceduremæssige trin i en opgave, handling eller aktivitet udført af et system. Proces modeller tillader at udtrykke dynamiske relationer af en situation udtrykt ved matematiske og logiske processer. (eks. Mål opdagelse til Mål ødelagt).

### Simulationstid
En simulations tid er simulationens interne repræsentation af tid. Simulationstid kan forekomme hurtigere, langsommere eller på samme hastighed som real tid.